# أشيبيتسو (هوكايدو)
مدينة أشيبيتسو (بالإنجليزية: Ashibetsu) هي أحد المدن التابعة لمحافظة هوكايدو. تأسست رسميًا في 01/04/1953. ويقدر عدد سكانها بـ 16465 نسمة حسب تقدير مكتب الإحصاء الياباني لعام 2012. تبلغ مساحة أشيبيتسو 865.02 كم2. بكثافة سكانية تبلغ 19 نسمة/كم2.

## توأمة
لأشيبيتسو (هوكايدو) اتفاقيات توأمة مع:
- تشارلوت تاون (1 يوليو 1993 - )

## أعلام
- يوتاكا ميزوتاني